# Carcelia angustipalpis
Carcelia angustipalpis là một loài ruồi trong họ Tachinidae.